# Onthophagus taiwanus
Onthophagus taiwanus é uma espécie de inseto do género Onthophagus, família Scarabaeidae, ordem Coleoptera.
Foi descrita cientificamente por Nomura em 1973.